# Ефимерис тон Валканион
„Ефимерис тон Валканион“ (на гръцки: Eφημερίς των Bαλκανίων, в превод Вестник на Балканите) е исторически вестник, излизал в Солун с прекъсвания от 1918 до 1950 година.
Започва да излиза в 1918 година до средата на 1941 година, преиздаден от за един месец в 1946 година и за около 5 месеца в 1950 година. Главен редактор и управител на вестника е Никос Кастринос. Вестникът подкрепя Втората гръцка република (1924-1935) и застава на позициите на Александрос Папанастасиу.